# Sølyst (Nørre Tranders Sogn)
 For alternative betydninger, se Sølyst. (Se også artikler, som begynder med Sølyst)
Sølyst er et lille samfund i Nørre Tranders Sogn. Sølyst hørte til under det gamle Fleskum Herred. 
Der findes en lille landsbykirke i Sølyst, Rørdal Kirke. Samt cementfabrikken Aalborg Portland. Der er stadig Oliehavn i Sølyst og besøger man den del af Aalborg kan man se adskillige store tanke til benzin og dieselolie.
|  | Denne artikel om lokaliteten Sølyst (Nørre Tranders Sogn) kan blive bedre, hvis der indsættes et (bedre) billede. Du kan hjælpe ved at afsøge Wikimedia Commons for et passende billede eller lægge et op på Wikimedia Commons med en af de tilladte licenser og indsætte det i artiklen. |

57°03′19″N 9°58′10″Ø / 57.05527°N 9.96934°Ø